# Basket Team Crema 2008-2009
Il Basket Team Crema 2008-2009 era sponsorizzato dal Panificio Bertolli.

## Risultati stagionali

### Prima fase
La squadra era inquadrata nel girone Nord e al termine della prima fase giungeva all'11º posto, trovandosi a disputare i play-out.
|  |     | Classifica finale 2008-2009  | Pt | G  | V  | P  | CF   | CS   |
|  | --- | ---------------------------- | -- | -- | -- | -- | ---- | ---- |
|  | 1.  | Acetum Cavezzo               | 46 | 26 | 23 | 3  | 1814 | 1452 |
|  | 2.  | Ducato Lucca                 | 46 | 26 | 23 | 3  | 1769 | 1413 |
|  | 3.  | Libertas Sporting Club Udine | 40 | 26 | 20 | 6  | 1614 | 1368 |
|  | 4.  | Memar Reggio Emilia          | 36 | 26 | 18 | 8  | 1807 | 1623 |
|  | 5.  | Sernavimar Marghera          | 34 | 26 | 17 | 9  | 1591 | 1485 |
|  | 6.  | Meccanica Nova Bologna       | 26 | 26 | 13 | 13 | 1404 | 1372 |
|  | 7.  | Iveco Bolzano                | 22 | 26 | 11 | 15 | 1503 | 1594 |
|  | 8.  | OMR Leonesse                 | 20 | 26 | 10 | 16 | 1462 | 1607 |
|  | 9.  | Tecno Allarmi Cervia         | 18 | 26 | 9  | 17 | 1533 | 1742 |
|  | 10. | Cantina Sociale Broni        | 18 | 26 | 9  | 17 | 1422 | 1548 |
|  | 11. | Eredi Bertolli Crema         | 16 | 26 | 8  | 18 | 1527 | 1652 |
|  | 12. | Pilot Italia Biassono        | 16 | 26 | 8  | 18 | 1594 | 1794 |
|  | 13. | Fila San Martino Di Lupari   | 14 | 26 | 7  | 19 | 1343 | 1483 |
|  | 14. | Pregis San Bonifacio         | 12 | 26 | 6  | 20 | 1387 | 1637 |

### Play-out

#### Semifinali
| Squadra 1            | Totale | Squadra 2             | Gara 1 | Gara 2 | Gara 3 |
| -------------------- | ------ | --------------------- | ------ | ------ | ------ |
| Eredi Bertolli Crema | 2-0    | Pilot Italia Biassono | 83-82  | 69-48  | -      |

La squadra rimaneva in serie A2.

## Roster A2 stagione 2008-2009
|  | Naz.              | Ruolo | Sportivo           | Anno | Alt. |  |  |
|  | ----------------- | ----- | ------------------ | ---- | ---- |  |  |
|  | Italia (bandiera) | A     | Laura Barbiero     | 1974 | 183  |  |  |
|  | Italia (bandiera) | G     | Anna Brognoli      | 1991 | 170  |  |  |
|  | Italia (bandiera) | G     | Paola Caccialanza  | 1989 | 178  |  |  |
|  | Italia (bandiera) | G     | Martina Capoferri  | 1991 | 175  |  |  |
|  | Italia (bandiera) | G     | Annalisa Censini   | 1979 | 170  |  |  |
|  | Italia (bandiera) | C     | Gilda Cerri        | 1990 | 185  |  |  |
|  | Italia (bandiera) | G     | Laura Fumagalli    | 1985 | 185  |  |  |
|  | Italia (bandiera) | A     | Chiara Lodi        | 1993 | 180  |  |  |
|  | Italia (bandiera) | P     | Lorena Manera      | 1981 | 167  |  |  |
|  | Italia (bandiera) | G     | Martina Monticelli | 1973 | 165  |  |  |
|  | Italia (bandiera) | P     | Elena Pedrini      | 1991 | 170  |  |  |
|  | Italia (bandiera) | P     | Marta Piccolini    | 1991 | 168  |  |  |
|  | Italia (bandiera) | P     | Norma Rizzi        | 1993 | 172  |  |  |
|  | Italia (bandiera) | A     | Lara Tagliabue     | 1989 | 183  |  |  |
|  | Italia (bandiera) | A     | Laura Zecchini     | 1976 | 190  |  |  |

### Staff tecnico
| Allenatore:       | Filippo Bacchini |
| Primo assistente: | Gianluca Pamiro  |